# Thory (Somme)
Thory é uma comuna francesa na região administrativa de Altos da França, no departamento de Somme. Estende-se por uma área de 5,19 km². Em 2010 a comuna tinha 200 habitantes (densidade: 38,5 hab./km²).